# Ellemose
Ellemose er et moseområde langs Ramløse Å nord for Arresø på nordsjælland. Den ligger syd for Tibirke Bakker som dele af også indgår i fredningen. Mosen ligger i Gribskov Kommune i Nationalpark Kongernes Nordsjælland og en del af den hører under Natura 2000-område nr. 134 Arresø, Ellemose og Lille Lyngby Mose En del mosen blev i 1949 fredet

## Bævere
Fra 2009-2011 blev der i Nordsjælland udsat 23 bævere, heraf en del i Ellemosen men de er forsvundet fra mosen igen, men er set andre steder i området.

## Oldtidsvejen
I den nordlige del af Ellemosen ligger en ca. 100 m lang oldtidsvej. Den er solidt bygget: en 3 m bred og 60 cm tyk brolægning af marksten med kantrækker af store sten. Hele vejen hviler på et fundament af grus, sand og trærafter, der har stabiliseret vejen gennem mosen. Formentlig har der altid været et overfartssted her. 
En trædesti løber ved siden af vejen. To bronzesmykker er fundet ved udgravningen. De er fra før-romersk jernalder, fra 300-150 år før vor tidsalder. Vejen er fra samme tid. En træbro, fra bronzestenalderen, 5000 år gammel, har tidligere ligget på samme sted. Oldtidsvejen fører over mosen på mosens smalleste sted.
I stenalderen var her en lille saltvandsfjord med en lille beboet ø. I bronzealderen var mosen blevet til en sø. I dag ved man ikke hvor vejen har ført hen. 
Tibirke Oldtidsvej i Ellemosen blev fredet 1949. Nationalmuseet kontaktede Fredningsnævnet for at få en oldtidsvej fredet. Gårdejeren afgav sin jord for 500 kr. Ved landevejen er opsat et skilt, der viser vej til oldtidsvejen. Der må ikke bygges eller beplantes på området.
Der blev fundet to bronzesmykker ved udgravningen. De er fra før-romersk jernalder, fra 300-150 år før vor tidsalder. Vejen er fra samme tid.